# Sidi Abdel Rahman
Sidi Abdel Rahman (en árabe: سيدي عبدالرحمن) es una pequeña población de Egipto en la gobernación de Matrú. 
Sidi Abdel Rahman es famoso por su playa, situada 132 km al oeste de Alejandría y a unos 30 km al oeste de El Alamein. Este lugar de playa y desierto se encuentra a unos 190 kilómetros al este de Marsá Matrú y es lugar de parada en los viajes desde Alejandría al oasis de Siwa y Marsá Matrú. El golfo de Sidi Abdel Rahman en el Mediterráneo, está siendo promocionado como zona turística y se realizan en la zona grandes inversiones.
En El Alamein, próximo a este lugar, se desarrolló la famosa Primera batalla de El Alamein, durante la Segunda Guerra Mundial. Los mausoleos y cementerios de los soldadoes de las fuerzas aliadas, alemanes e italianos, están muy cerca de Sidi Abdel Rahman y de El Alamein. Cuentan con no menos de noventa y nueve soldados. Los restos no marcados, de miles de otros soldados alemanes, están en ese cementerio, también.
El 30 de septiembre de 1942, el lugar fue el sitio de la muerte del alemán, Hans-Joachim Marsella, quien destruyó un total incomparable de 158 aviones, contra los aliados.